# کورن دا تینیزونگ
کورن دا تینیزونگ (به لاتین: Corn da Tinizong) یک کوه در سوئیس است که در کانتون گراوبوندن واقع شده‌است. کورن دا تینیزونگ ۳٬۱۷۳ متر بالاتر از سطح دریا واقع شده‌است.